# Sanur (strand)
Sanur (indonesiska: Pantai Sanur, engelska: Sanur Beach) är en strand i Indonesien.   Den ligger i staden Denpasar och provinsen Provinsi Bali, i den sydvästra delen av landet, 1 000 km öster om huvudstaden Jakarta.